# Eleições autárquicas portuguesas de 1997 no distrito de Viana do Castelo
| Eleições autárquicas portuguesas de 1997 Distritos: Aveiro \| Beja \| Braga \| Bragança \| Castelo Branco \| Coimbra \| Évora \| Faro \| Guarda \| Leiria \| Lisboa \| Portalegre \| Porto \| Santarém \| Setúbal \| Viana do Castelo \| Vila Real \| Viseu \| Açores \| Madeira |

## Resultados por concelho
Os resultados nos concelhos do Distrito de Viana do Castelo foram os seguintes:

### Arcos de Valdevez
| Partido                 | Partido                        | Votos  | %               | +/-  | Vereadores | +/-     |
| ----------------------- | ------------------------------ | ------ | --------------- | ---- | ---------- | ------- |
|                         | Partido Social Democrata       | 9 500  | 59,12 / 100,00  | 4,95 | 5 / 7      | 1       |
|                         | Partido Socialista             | 4 475  | 27,85 / 100,00  | 8,61 | 2 / 7      | 1       |
|                         | Partido Popular                | 943    | 5,87 / 100,00   | 1,76 | 0 / 7      | Estável |
|                         | Coligação Democrática Unitária | 565    | 3,52 / 100,00   | 1,54 | 0 / 7      | Estável |
| Votos Inválidos         | Votos Inválidos                | 586    | 3,64 / 100,00   | 0,36 |            |         |
| Total                   | Total                          | 16 069 | 100,00 / 100,00 |      | 7 / 7      |         |
| Eleitorado/Participação | Eleitorado/Participação        | 26 730 | 60,12 / 100,00  | 0,39 |            |         |

### Caminha
| Partido                 | Partido                        | Votos  | %               | +/-  | Vereadores | +/-     |
| ----------------------- | ------------------------------ | ------ | --------------- | ---- | ---------- | ------- |
|                         | Partido Socialista             | 5 474  | 50,96 / 100,00  | 4,68 | 4 / 7      | Estável |
|                         | Partido Social Democrata       | 3 704  | 34,48 / 100,00  | 9,90 | 3 / 7      | Estável |
|                         | Coligação Democrática Unitária | 1 019  | 9,49 / 100,00   | 2,92 | 0 / 7      | Estável |
|                         | Partido Popular                | 204    | 1,90 / 100,00   | -    | 0 / 7      | -       |
| Votos Inválidos         | Votos Inválidos                | 340    | 3,16 / 100,00   | 0,38 |            |         |
| Total                   | Total                          | 10 741 | 100,00 / 100,00 |      | 7 / 7      |         |
| Eleitorado/Participação | Eleitorado/Participação        | 14 949 | 71,85 / 100,00  | 3,22 |            |         |

### Melgaço
| Partido                 | Partido                        | Votos  | %               | +/-  | Vereadores | +/-     |
| ----------------------- | ------------------------------ | ------ | --------------- | ---- | ---------- | ------- |
|                         | Partido Socialista             | 4 647  | 73,04 / 100,00  | 7,39 | 6 / 7      | 1       |
|                         | Partido Social Democrata       | 1 270  | 19,96 / 100,00  | 7,56 | 1 / 7      | 1       |
|                         | Partido Popular                | 126    | 1,98 / 100,00   | -    | 0 / 7      | -       |
|                         | Coligação Democrática Unitária | 86     | 1,35 / 100,00   | 1,01 | 0 / 7      | Estável |
| Votos Inválidos         | Votos Inválidos                | 233    | 3,66 / 100,00   | 0,81 |            |         |
| Total                   | Total                          | 6 362  | 100,00 / 100,00 |      | 7 / 7      |         |
| Eleitorado/Participação | Eleitorado/Participação        | 11 401 | 55,80 / 100,00  | 1,16 |            |         |

### Monção
| Partido                 | Partido                        | Votos  | %               | +/-   | Vereadores | +/-     |
| ----------------------- | ------------------------------ | ------ | --------------- | ----- | ---------- | ------- |
|                         | Partido Socialista             | 5 964  | 43,26 / 100,00  | 17,56 | 4 / 7      | 2       |
|                         | Partido Social Democrata       | 3 891  | 28,22 / 100,00  | 15,27 | 2 / 7      | 1       |
|                         | Partido da Democracia Cristã   | 1 940  | 14,07 / 100,00  | -     | 1 / 7      | -       |
|                         | Partido Popular                | 1 378  | 9,99 / 100,00   | 14,69 | 0 / 7      | 2       |
|                         | Coligação Democrática Unitária | 161    | 1,17 / 100,00   | 1,07  | 0 / 7      | Estável |
| Votos Inválidos         | Votos Inválidos                | 453    | 3,29 / 100,00   | 0,57  |            |         |
| Total                   | Total                          | 13 787 | 100,00 / 100,00 |       | 7 / 7      |         |
| Eleitorado/Participação | Eleitorado/Participação        | 20 940 | 65,84 / 100,00  | 1,39  |            |         |

### Paredes de Coura
| Partido                 | Partido                        | Votos | %               | +/-  | Vereadores | +/-     |
| ----------------------- | ------------------------------ | ----- | --------------- | ---- | ---------- | ------- |
|                         | Partido Socialista             | 3 902 | 60,05 / 100,00  | 6,16 | 3 / 5      | Estável |
|                         | Partido Social Democrata       | 2 102 | 32,35 / 100,00  | 4,18 | 2 / 5      | Estável |
|                         | Partido Popular                | 157   | 2,42 / 100,00   | 1,54 | 0 / 5      | Estável |
|                         | Coligação Democrática Unitária | 120   | 1,85 / 100,00   | 0,21 | 0 / 5      | Estável |
| Votos Inválidos         | Votos Inválidos                | 217   | 3,34 / 100,00   | 0,63 |            |         |
| Total                   | Total                          | 6 498 | 100,00 / 100,00 |      | 5 / 5      |         |
| Eleitorado/Participação | Eleitorado/Participação        | 9 680 | 67,13 / 100,00  | 0,26 |            |         |

### Ponte da Barca
| Partido                 | Partido                        | Votos  | %               | +/-  | Vereadores | +/-     |
| ----------------------- | ------------------------------ | ------ | --------------- | ---- | ---------- | ------- |
|                         | Partido Social Democrata       | 4 330  | 47,28 / 100,00  | 7,00 | 4 / 7      | Estável |
|                         | Partido Socialista             | 3 909  | 42,68 / 100,00  | 0,87 | 3 / 7      | Estável |
|                         | Partido Popular                | 595    | 6,50 / 100,00   | 5,35 | 0 / 7      | Estável |
|                         | Coligação Democrática Unitária | 113    | 1,23 / 100,00   | 0,21 | 0 / 7      | Estável |
| Votos Inválidos         | Votos Inválidos                | 211    | 2,31 / 100,00   | 0,57 |            |         |
| Total                   | Total                          | 9 158  | 100,00 / 100,00 |      | 7 / 7      |         |
| Eleitorado/Participação | Eleitorado/Participação        | 12 663 | 72,32 / 100,00  | 0,19 |            |         |

### Ponte de Lima
| Partido                 | Partido                        | Votos  | %               | +/-   | Vereadores | +/-     |
| ----------------------- | ------------------------------ | ------ | --------------- | ----- | ---------- | ------- |
|                         | Partido Popular                | 17 319 | 61,17 / 100,00  | 15,47 | 5 / 7      | 1       |
|                         | Partido Social Democrata       | 6 792  | 23,99 / 100,00  | 13,74 | 2 / 7      | 1       |
|                         | Partido Socialista             | 2 779  | 9,82 / 100,00   | 0,96  | 0 / 7      | Estável |
|                         | Coligação Democrática Unitária | 487    | 1,72 / 100,00   | 2,08  | 0 / 7      | Estável |
| Votos Inválidos         | Votos Inválidos                | 936    | 3,31 / 100,00   | 0,40  |            |         |
| Total                   | Total                          | 28 313 | 100,00 / 100,00 |       | 7 / 7      |         |
| Eleitorado/Participação | Eleitorado/Participação        | 38 213 | 74,09 / 100,00  | 1,66  |            |         |

### Valença
| Partido                 | Partido                        | Votos  | %               | +/-   | Vereadores | +/-     |
| ----------------------- | ------------------------------ | ------ | --------------- | ----- | ---------- | ------- |
|                         | Partido Socialista             | 4 660  | 54,22 / 100,00  | 33,80 | 4 / 7      | 3       |
|                         | Partido Social Democrata       | 2 190  | 25,48 / 100,00  | 19,47 | 2 / 7      | 2       |
|                         | Partido Popular                | 1 208  | 14,05 / 100,00  | 13,54 | 1 / 7      | 1       |
|                         | Coligação Democrática Unitária | 195    | 2,27 / 100,00   | 0,31  | 0 / 7      | Estável |
| Votos Inválidos         | Votos Inválidos                | 342    | 3,98 / 100,00   | 0,48  |            |         |
| Total                   | Total                          | 8 595  | 100,00 / 100,00 |       | 7 / 7      |         |
| Eleitorado/Participação | Eleitorado/Participação        | 12 478 | 68,88 / 100,00  | 0,05  |            |         |

### Viana do Castelo
| Partido                 | Partido                        | Votos  | %               | +/-   | Vereadores | +/-     |
| ----------------------- | ------------------------------ | ------ | --------------- | ----- | ---------- | ------- |
|                         | Partido Socialista             | 24 975 | 48,97 / 100,00  | 13,51 | 5 / 9      | 1       |
|                         | Partido Social Democrata       | 15 820 | 31,02 / 100,00  | 3,88  | 3 / 9      | Estável |
|                         | Partido Popular                | 4 293  | 8,42 / 100,00   | 5,44  | 1 / 9      | Estável |
|                         | Coligação Democrática Unitária | 3 807  | 7,46 / 100,00   | 3,54  | 0 / 9      | 1       |
|                         | União Democrática Popular      | 417    | 0,82 / 100,00   | -     | 0 / 9      | -       |
| Votos Inválidos         | Votos Inválidos                | 1 688  | 3,31 / 100,00   | 0,46  |            |         |
| Total                   | Total                          | 51 000 | 100,00 / 100,00 |       | 9 / 9      |         |
| Eleitorado/Participação | Eleitorado/Participação        | 75 271 | 67,76 / 100,00  | 0,24  |            |         |

### Vila Nova de Cerveira
| Partido                 | Partido                        | Votos | %               | +/-  | Vereadores | +/-     |
| ----------------------- | ------------------------------ | ----- | --------------- | ---- | ---------- | ------- |
|                         | Partido Socialista             | 3 806 | 61,26 / 100,00  | 1,08 | 4 / 5      | 1       |
|                         | Partido Social Democrata       | 1 844 | 29,68 / 100,00  | 6,73 | 1 / 5      | 1       |
|                         | Partido Popular                | 300   | 4,83 / 100,00   | -    | 0 / 5      | -       |
|                         | Coligação Democrática Unitária | 79    | 1,27 / 100,00   | 0,42 | 0 / 5      | Estável |
| Votos Inválidos         | Votos Inválidos                | 184   | 2,96 / 100,00   | 1,23 |            |         |
| Total                   | Total                          | 6 213 | 100,00 / 100,00 |      | 5 / 5      |         |
| Eleitorado/Participação | Eleitorado/Participação        | 8 109 | 76,62 / 100,00  | 2,15 |            |         |